# Pantà del Pasteral
El pantà del Pasteral és un embassament que pertany al riu Ter, creat per una presa situada al municipi de la Cellera de Ter que pren el nom del barri del mateix nom d'aquest municipi, i que s'estén pels termes de la Cellera de Ter i Amer, a la comarca de la Selva.
Juntament amb el de Sau i el de Susqueda, forma part d'un sistema de tres pantans que uneixen la comarca d'Osona amb la de la Selva.
L'embassament té una llargada de 17 km i 3 km d'amplada, amb una capacitat màxima de 2 hm³.
Actualment, es permet la pràctica d'esports nàutics.

## Descripció
La primera presa data d'un projecte iniciat per l'empresa tèxtil Burés i Salvadó el 1885 a l'indret del Plantadís, per subministrar electricitat a la fàbrica d'Anglès de la família Burés. Es tracta d'una obra força important amb 154 metres de llargada, 20 m d'alçada i un gruix que va dels 20 m a la base fins als 4 m a la part alta.
De les set boques de les seves comportes, una era utilitzada per regar, una altra per desguassar i la resta havien de conduir l'aigua a través d'una séquia en construcció de més d'un quilòmetre de longitud per poder alimentar les turbines de la fàbrica Burés d'Anglès. El 1960 Hidroeléctrica de Cataluña, SA va arribar a un acord amb els germans Josep Maria i Francesc Juncadella i Burés per augmentar en 6 metres la paret de la presa, que li permetien acumular fins a 1.500 milions de litres d'aigua i produir 35 milions de kWh. La presa actual té un mur de 34 m d'altura, una longitud de coronació de 150 m, un volum de presa de 26.000 m³ i un volum d'embassament de 2 hm³ amb una superfície d'embassament de 35 ha. És una presa del tipus PG (mur de gravetat) i l'aigua es destina a la producció d'energia, el reg i l'abastiment. L'alleugeriment, que es produeix per làmina lliure, té una capacitat de 2.800 m³/s. Actualment la potència instal·lada és de 9.000 CV i la funció primordial de la presa és actuar com a contraembassament dels salts de Sau i Susqueda, amb la finalitat de lliurar al Ter un cabal constant. Al marge dret del riu, i a tocar de la presa, hi ha instal·lat el complex d'on surt la derivació per proveir d'aigua potable la ciutat de Barcelona i altres poblacions.

## Història
El primer projecte per construir una presa per regar el Plademont, on ja hi havia una resclosa, data del 1779. El 1825 es construeix al pla de Canet del Pasteral, entre can Blanch i la Resclosa, una presa per regular l'aigua per regar. Cinquanta anys més tard, el 1879, Antoni Salvadó i Safont, gerent de l'empresa Burés Hermanos, de Barcelona i Manresa -de la qual també era soci Frederic Homs- va arribar a Anglès per iniciar els estudis per construir un gran salt d'aigua per proporcionar energia a la seva fàbrica. Va ser el 1885 quan Salvadó, Homs i Burés, de Manufacturas Burés SA, comencen les obres de la presa que havia de subministrar aigua i electricitat a la fàbrica tèxtil Burés d'Anglès.
La central va entrar en funcionament l'any 1905, amb una potència inicial de 1600 cavalls de vapor, suficient per a arribar a donar corrent elèctric a les poblacions de la Cellera, Anglès, Estanyol, Salt, Cassà de la Selva, Llagostera, Palafrugell, la Bisbal d'Empordà, Palamós, Calonge i Sant Feliu de Guíxols.
El 1908 es demanà una ampliació del salt de la presa. El 1962 la presa va ser reformada per permetre el proveïment d'aigua potable a Barcelona, reforma que va anar a càrrec de Juncadella i Burés, SA i Hidroeléctrica de Cataluña, SA. El pla de regadiu des de la Cellera de Ter i fins al baix Ter, de 1966, va permetre passar de les 4.600 ha de regadiu les 16.370 ha.